# Timothy Lenoir
Timothy Lenoir (* 1948) ist ein US-amerikanischer Wissenschaftshistoriker und Professor an der Stanford University.

## Leben
Lenoir studierte Wissenschaftsgeschichte und -philosophie an der Indiana University, an der er 1974 promoviert wurde (Dissertation: The Social and Intellectual Roots of Discovery in Seventeenth Century Mathematics). Er lehrte an der University of Notre Dame, an der University of Arizona, in Pennsylvania und an der Hebrew University, wo er Direktor des Edelstein-Center war.
Lenoir veröffentlichte über die Entwicklung nicht-Darwinscher Evolutionstheorien (mit teleologischem Hintergrund) insbesondere im Deutschland des 19. Jahrhunderts, Wissenschaftspolitik im deutschen Kaiserreich im 19. Jahrhundert und Geschichte wissenschaftlicher Institutionen und ihrer Rolle bei der Professionalisierung wissenschaftlicher Disziplinen.
Zurzeit befasst er sich mit der Geschichte der Bioinformatik, Computergrafik, medizinischer Visualisierung und Anwendungen virtueller Realität in der Chirurgie und beim Militär und Videospielen. Er ist dazu am Aufbau von Web-Projekten beteiligt, um zeitgenössischen Forschern Zusammenarbeit mit Wissenschaftshistorikern zu ermöglichen.
1998 bis 2001 wurde er für seine Lehre in Stanford als Bing Fellow ausgezeichnet. Er war Fellow am Wissenschaftskolleg in Berlin und Guggenheim Fellow.

## Schriften
- The Strategy of Life: Teleology and Mechanics in Nineteenth Century German Biology, Dordrecht and Boston: D. Reidel, 1982, Paperback University of Chicago Press 1989
- Politik im Tempel der Wissenschaft: Forschung und Machtausübung im deutschen Kaiserreich, Frankfurt/Main: Campus Verlag, 1992
- Instituting Science: The Cultural Production of Scientific Disciplines, Stanford: Stanford University Press, 1997
- Herausgeber: Inscribing Science: Scientific Texts and the Materiality of Communication, Stanford Press 1998
- All But War Is Simulation: The Military Entertainment Complex, in: Configurations, Band 8, 2000, S. 238–335.
- Programming Theaters of War: Gamemakers as Soldiers, in: Robert Latham (Hrs.g) Bombs and Bandwidth: The Emerging Relationship between IT and Security, New York: New Press, 2003
- mit Henry Lowood: Theaters of War: The Military-Entertainment Complex, in: Jan Lazardzig, Helmar Schramm, Ludger Schwarte (Hrsg.), Kunstkammer, Laboratorium, Bühne--Schäuplatze des Wissens im 17. Jahrhundert/ Collection, Laboratory, Theater, Berlin; Walter de Gruyter Publishers, 2003